# Municipio de Wilton (Minnesota)
El municipio de Wilton (en inglés: Wilton Township) es un municipio ubicado en el condado de Waseca en el estado estadounidense de Minnesota. En el año 2010 tenía una población de 365 habitantes y una densidad poblacional de 3,9 personas por km².

## Geografía
El municipio de Wilton se encuentra ubicado en las coordenadas 43°58′39″N 93°35′21″O / 43.97750, -93.58917. Según la Oficina del Censo de los Estados Unidos, el municipio tiene una superficie total de 93.6 km², de la cual 92,18 km² corresponden a tierra firme y (1,52 %) 1,42 km² es agua.

## Demografía
Según el censo de 2010, había 365 personas residiendo en el municipio de Wilton. La densidad de población era de 3,9 hab./km². De los 365 habitantes, el municipio de Wilton estaba compuesto por el 99,45 % blancos y el 0,55 % eran de una mezcla de razas. Del total de la población el 2,19 % eran hispanos o latinos de cualquier raza.